# Inverness (Misisipi)
Inverness es un pueblo del condado de Sunflower en el estado de Misisipi (Estados Unidos). En el año 2000 tenía una población de 1.153 habitantes en una superficie de 3.7 km², con una densidad poblacional de 309 personas por km².

## Geografía
Inverness se encuentra ubicado en las coordenadas 33°21′10″N 90°35′31″O / 33.35278, -90.59194. Según la Oficina del Censo, el pueblo tiene un área total de 3,7 km² (1,4 mi²), de la cual 3,7 km² (1,4 mi²) es tierra y 0 km² (0 mi²) es agua.

### Localidades adyacentes
El siguiente diagrama muestra a las localidades en un radio de 24 kilómetros (14,9 mi) de Inverness.

## Demografía
Para el censo de 2000, había 1.153 personas, 411 hogares y 311 familias en la localidad. La densidad de población era 309 hab/km².
En el 2000 la renta per cápita promedia del hogar era de $ 27.500 y el ingreso promedio para una familia era de $31.912. El ingreso per cápita para la localidad era de $12.050. En 2000 los hombres tenían un ingreso per cápita de $26.429 contra $19.000 para las mujeres. Alrededor del 34% de la población estaba bajo el umbral de pobreza nacional.